# Elixir Aircraft
Elixir Aircraft est une société de construction aéronautique française implantée sur l'aéroport de La Rochelle (Charente-Maritime) qui produit le biplace monomoteur en matériaux composites Elixir.

## Histoire
Elixir Aircraft, créée en 2015, compte en 2025 plus de 200 collaborateurs sur le site de La Rochelle et le site de production de Périgny .
L’entreprise a été lauréate du programme French Tech 2030, lui permettant d’avoir un accompagnement financier et technique de la part de l’État français. Pour le futur, Elixir Aircraft prévoit de s’associer avec Turbotech afin de réaliser des avions à propulsion décarbonée fonctionnant aux SAF et par la suite à l’hydrogène liquide. Elle a dévoilé son premier prototype d’avion décarboné au SIAE 2023.
L'avionneur souhaite utiliser les subventions financières du programme French Tech 2030 pour construire en 2025 une usine 4.0 sur l’aéroport de La Rochelle, avec un objectif d’accueillir un millier de collaborateurs d’ici 2033, sur un site de 14000 m2 et de produire 300 avions par an,

## Avion
Le prototype de l'Elixir, avion biplace présenté au Salon du Bourget 2017 et destiné aux écoles de pilotage, aéroclubs et pilotes privés, a réalisé son premier vol le 31 août 2017. Il a été certifié CS-23 le 20 mars 2020 par l’Agence Européenne de la sécurité aérienne (EASA) et est en cours de certification FAR Part 23 par la FAA.
Le 2 février 2022, le premier avion a été livré à l’aéro-club des Pertuis, basé sur La Rochelle.
En 2023, Elixir Aircraft compte plus de 70 commandes fermes (dont 4 pour Airbus Flight Academy et 6 pour Mermoz Academy) et plus de 140 avions précommandés, dont 100 pour Sierra Charlie Aviation, basée à Scottsdale en Arizona.
Lors du salon EATS (Cascais, Portugal), Elixir Aircraft a annoncé la signature d’un contrat portant sur 12 appareils et 3 options pour l’école Egnatia Aviation
Lors du salon du Bourget en 2025, Elixir Aircraft a annoncé une commande de 30 appareils pour l'ENAC.

## La technologie OneShot
Pour construire ses avions, Elixir Aircraft utilise une technologie appelée OneShot, utilisée dans la voile de compétition et qui consiste à concevoir et fabriquer des éléments complexes en matériaux composites d'un seul tenant, sans éléments rapportés, vissés, rivetés ou collés.
Elixir Aircraft est ainsi la première entreprise au monde à concevoir une aile monobloc entièrement produite en OneShot, sans nervures ni longerons. Le fuselage, l’arceau de verrière et les gouvernes (ailerons, volets et dérive) sont également réalisés en OneShot.